# Rod Milburn
Pour les articles homonymes, voir Milburn (homonymie).
Rodney « Rod » Milburn, né le 18 mai 1950 à Opelousas en Louisiane et mort accidentellement le 11 novembre 1997 à Port Hudson, était un athlète américain, champion olympique en 1972 et ancien détenteur du record du monde du 110 mètres haies.

## Biographie
Rodney Milburn naît en 1950 au sein d'une famille afro-américaine d'Opelousas en Louisiane, État sudiste ségrégationniste des années 1950. Effectuant ses études primaires à la J.S. Clark High School, école réservée aux noirs, il découvre l'athlétisme par le biais de l'entraineur Claude Paxton, et se spécialise très rapidement dans les épreuves de sprint et de haies. Doté de grandes qualités athlétiques, Milburn réalise, dès l'âge de seize ans, des performances en yards équivalentes à 10 s 7 sur 100 m et 14 s 7 sur 110 m haies. Il obtient peu après une bourse d'études à l'Université de Bâton-Rouge, et est rapidement repéré par le champion olympique Willie Davenport qui lui prodigue quelques conseils et l'encourage à poursuivre sur la voie de l'athlétisme. En 1970, il se qualifie pour la finale des Championnats des États-Unis d'athlétisme sur 120 yards haies (109,72 m) et remporte l'année suivante le titre universitaire puis le titre national du 120 yards haies à Eugene où il devance notamment, avec le temps de 13 s 1, Willie Davenport et Ervin Hall, médaillés des Jeux de 1968. Il réussit l'exploit de remporter 28 victoires en 28 courses durant l'année 1971 et établit un nouveau record sur 120 yards haies en 13 s 0, performance qui ne peut être homologuée comme record du monde sur 110 m haies puisque la distance de 120 yards est légèrement plus courte pour quelques centimètres. Il s'adjuge par ailleurs le titre des Jeux panaméricains à Cali en fin de saison et est désigné « Athlète de l'année » par le magazine Track & Field News. En 1972, Milburn remporte un nouveau titre de Champion des États-Unis à Seattle en 13 s 56 et obtient de justesse sa qualification pour les Jeux olympiques, malgré un départ raté et un dernier obstacle accroché en fin de course.
Il remporte en septembre 1972 le titre olympique des Jeux de Munich en établissant un nouveau record du monde du 110 m haies en 13 s 24, devançant le Français Guy Drut 13 s 34 et l'Américain Thomas Hill. Ce temps de 13 s 24 réalisé avec un chronométrage électronique est équivalent à un temps de 13 s 0 avec chronométrage manuel. Alejandro Casañas, crédité de 13 s 3 avant la compétition est contraint à l'abandon pour blessure dès les séries. Ne parvenant pas à décrocher un contrat professionnel en football américain après cet exploit, Rod Milburn poursuit sa carrière en athlétisme. En 1973, il égale son propre record du 120 yards haies (13 s 0) sur sa piste fétiche d'Eugene et réalise par deux fois 13 s 1 sur 110 mètres haies au Meeting de Zurich et au Meeting de Sienne. En 1974, l'International Track Association, troupe itinérante professionnelle d'athlétisme, lui propose de participer à des compétitions rémunérées aux États-Unis. Milburn accepte et abandonne par conséquent son statut d'amateur. Débarrassé de l'un de ses plus dangereux adversaires, Guy Drut remporte la finale des Jeux olympiques de Montréal en 1976. Le concept d'athlétisme professionnel ne parvenant pas à s'imposer aux États-Unis, Rod Milburn décide en 1980 de reprendre la compétition amateur. Crédité d'un 13 s 40 lors du Meeting de Houston, il doit faire face à de nouveaux adversaires sur le circuit, à l'image de Renaldo Nehemiah, premier homme sous les 13 secondes et nouveau recordman du monde du 110 m haies en 12 s 93 (1981). Il est privé des Jeux olympiques de Moscou à la suite du boycott décidé par son pays. Après quelques saisons de compétition, il décide de mettre un terme définitif à sa carrière sportive en 1983.
Le 11 novembre 1997, Rodney Milburn disparait tragiquement à la suite d'un accident industriel dans une fabrique de papier de Port Hudson, près de Los Angeles.
Il était doté d'un style très pur, spécialement dans le franchissement des obstacles.

## Palmarès

### Jeux olympiques
- Jeux olympiques d'été de 1972 à Munich :
  -  Médaille d'or sur 110 m haies en 13 s 24.

### Jeux Panaméricains
- Jeux Panaméricains de 1971 à Cali :
  -  Médaille d'or sur 110 m haies

## Records du monde
- 25 juin 1971 à Eugene : record du monde du 120 yd haies en 13 s 0 (amélioration du record de Willie Davenport)
- 20 juin 1973 à Eugene : record du monde du 120 yd haies égalé en 13 s 0 (temps manuel)
- 7 septembre 1972 à Munich : record du monde du 110 m haies en 13 s 24 (temps électrique)

## Distinctions
- Désigné Champion du mois de juin 1971 par l'Académie des sports de Paris à la suite de son record du monde du 120 yards haies